# Biblioteca Manuel de Pedrolo
La Biblioteca Manuel de Pedrolo és una biblioteca pública ubicada al municipi de Sant Pere de Ribes (Garraf). Va ser inaugurada el 25 d'abril de 1999. Forma part de la Xarxa de Biblioteques Municipals, conjuntament amb la Biblioteca Josep Pla, l'altra biblioteca municipal.
Està ubicada en els baixos d'un bloc de pisos i ocupa dues plantes, amb un total de 1.100 m2 de superfície construïda. A la planta baixa hi ha el vestíbul, la sala polivalent, la sala de música i revistes i l'àrea general. També hi ha una vitrina amb el Drac de tres caps de Sant Pere de Ribes. A la primera planta hi ha la sala infantil i l'àrea de treball intern.
Amb anterioritat a la inauguració de la Biblioteca Manuel de Pedrolo al nucli de Ribes hi havia la Biblioteca de La Caixa, inaugurada l'1 de març de 1953 a la Plaça Marcer. El 1993 es va tancar definitivament la biblioteca de "La Caixa" i el seu fons va ser traspassat a l'Ajuntament de Sant Pere de Ribes per a formar part de la nova biblioteca municipal.

## Serveis
- Projecte Biblioteca i Escola: és un projecte de formació d'usuaris adreçat als alumnes de primària de les escoles de Sant Pere de Ribes, en funcionament des del 2001. Al curs 2003-2004 es va convocar un concurs públic per la creació de la mascota de les biblioteques de Sant Pere de Ribes. La guanyadora va ser l'Esther Alsina. Tot seguit es va fer un concurs per trobar nom a la mascota, que va passar a anomenar-se Bibliol.[3]
- Maletes viatgeres: és un servei que la biblioteca ofereix als centres educatius. Consta d'una maleta plena de documents per a petits i grans (llibres, revistes, cds i dvds) que els alumnes s'emporten a casa durant una setmana per tal que tota la família en gaudeixi. És una manera d'apropar la lectura a tota la família.[4]